# Фонд Памяти
Фонд Памяти — российская некоммерческая организация. Полное наименование — Фонд «Увековечения памяти жертв политических репрессий». Миссия Фонда — сохранение памяти о жертвах политических репрессий.

## История
Фонд Памяти зарегистрирован 18 апреля 2016 года в рамках реализации Концепции государственной политики по увековечению памяти жертв политических репрессий, утвержденной Правительством Российской Федерации 15 августа 2015 года.

## Органы управления
В совет фонда входят:
- член Совета Федерации Владимир Петрович Лукин
- президент Русского общественного фонда Александра Солженицына Наталия Дмитриевна Солженицына
- почетный председатель президиума Совета по внешней и оборонной политике Сергей Александрович Караганов
- председатель правления общества «Мемориал» Арсений Борисович Рогинский (1946—2017)
- кинорежиссёр Павел Семёнович Лунгин
- руководитель Центра исследований экономики культуры и городского развития Экономического факультета МГУ Сергей Александрович Капков

Попечительский совет фонда возглавляет советник президента России, председатель Совета по правам человека Михаил Александрович Федотов.
Руководитель фонда — директор Музея истории ГУЛАГа в 2012—2025 годах Роман Владимирович Романов.

## Деятельность
Фонд считает своей основной задачей поддержку просветительских и образовательных программ, а также научно-исследовательских работ и циклов мероприятий, направленных на увековечение памяти пострадавших от репрессий.
Первый проект фонда — сбор средств на Монумент жертвам политических репрессий «Стена скорби». Фонд поддерживает проекты Ассоциации российских музеев памяти, Социально-волонтерский центр Музея истории ГУЛАГа, планирует участвовать в мемориализации мест памяти, связанных с политическими репрессиями, содействовать созданию музеев, памятников, книг памяти, а также инициировать и поддерживать другие проекты той же направленности.
Фонд продолжает сбор средств на создание в Москве монумента памяти жертв политических репрессий.